# میانسرا
میانسرا و صحن از ویژگی‌های معماری اسلامی است. مسجدها، مدرسه‌ها، کاروان‌سراها و خانه‌ها اغلب حیاط مرکزی داشتند. میانسرا در دورهٔ اسلامی دو کاربرد داشت:
- در مسجدها و مدرسه‌ها، نیاز مسلمانان را به وضوخانه و محل تطهیر تأمین می‌کرد و در کاروانسراها نیاز مسافران را به استراحت، بارگیری و باربندی در حیاط کاروانسرا تأمین می‌کرد.
- با کانون قرار دادن فضای داخلی، بنا را از سر و صدا و فعالیت زندگی روزمره و عادی جدا می‌کرد.[۱]

شکل میانسراها اغلب مربع و مستطیل بود، ولی گاهی از نقشه‌های چند ضلعی و دایره‌ای هم استفاده می‌شد. میانسرا راه دسترسی به شبستان و بناهای وابسته مانند راه‌پله‌ها و اتاق‌ها را مشخص می‌کرد و دارای ایوانی در یک یا دو یا چند طرف بود.
میانسرا با نسبت طلایی ایرانی و جهت‌گیری دستوری خود، در تمام سال محیط بهداشتی مطبوعی فراهم و از گردش آفتاب و نور خورشید، بهترین استفاده را برای یورت‌های گرداگرد خود کسب و تأمین می‌کند.